# Chandata aglaja
Chandata aglaja là một loài bướm đêm trong họ Noctuidae.